# Kurt Reding
Kurt Reding (* 14. August 1944 in Koblenz) ist ein luxemburgischer Ökonom und Finanzwissenschaftler.

## Beruflicher Werdegang
Nach seinem Studium der Wirtschaftswissenschaften an der Universität zu Köln und seiner Promotion an der Philipps-Universität Marburg 1972 war Reding vor seiner Berufung zum Ordinarius im Jahre 1982 wissenschaftlicher Assistent und Universitätsdozent. Er war Professor für Finanzwissenschaften und Leiter des Fachbereichs Finanzwissenschaften im Studiengang Wirtschaftswissenschaften an der Universität GH Kassel. Zudem ist Reding Direktor des Instituts für Kommunikationsmarketing und Systemanalyse, Gutachter für den Bund der Steuerzahler und Gründungsmitglied des Roland Berger Academic Network.

## Prorektor der eufom University
Seit der Gründung der eufom University (European University for Economics & Management) mit Sitz in Luxemburg im Februar 2012 bis zum Herbst 2016 war Kurt Reding Prorektor Lehre und Qualitätsmanagement der privaten staatlich anerkannten Universität.

## Forschung
Kurt Reding befasst sich in seinen Forschungsarbeiten unter anderem mit finanzstrategischem Denken und dem Paradigmenwechsel zur Strategic Corporate Finance. Ein weiterer Schwerpunkt seiner Forschungsaktivitäten fokussiert sich auf die Messung, Bewertung und Kontrolle und damit auf die Effizienz strategischen Handels des Staates ebenso wie der Wirtschaft.

## Veröffentlichungen

### Bücher
- mit Rolf-Dieter Postlep: Finanzwissenschaft. 3 Bände (= Fachbuchreihe für Studium, Fortbildung, Praxis, Band 33–35). München 1977.
- Die Effizienz öffentlicher Aktivitäten. Probleme ihrer Messung und Kontrolle. Baden-Baden 1981.
- mit Peter Friedrich und Eberhard Wille: Produktivitätsentwicklung staatlicher Leistungen (= Schriften des Vereins für Socialpolitik, Band 145). Hrsg. von K. Haeuser, Berlin 1985.
- mit Hans-Friedrich Eckey: Die finanzielle Situation Nordhessens und seiner Gemeinden: Analyse von Finanzstärke und -struktur unter besonderer Berücksichtigung der Stadt Kassel. Kassel 1986.
- mit Dieter Biehl: Der hessische kommunale Finanzausgleich ist überholt. Gutachten für den Bund der Steuerzahler Hessen, Wiesbaden 1986.
- mit Walter Müller: Einführung in die Allgemeine Steuerlehre. Vahlens Handbücher der Wirtschafts- und Sozialwissenschaften, Verlag Vahlen, München 1999.

### Ausgewählte Artikel in Fachzeitschriften oder Sammelbänden
- mit Ernst Dogs: Die Theorie der X-Ineffizienz. Ein neues Paradigma der Wirtschaftswissenschaft. In: Jahrbuch für Sozialwissenschaften. Band 37, 1986, S. 19–40.
- The Third Sector (Buchbesprechung). In: Kyklos. Band 44, 1991, Heft 4, S. 630–633.
- Kommunaler Finanzausgleich. In: Akademie für Raumforschung und Landesplanung (Hrsg.): Handwörterbuch der Raumordnung. Hannover 1995, S. 533–541.
- Anmerkungen zur aktuellen Diskussion der Privatisierung kommunaler Leistungen. In: R. D. Postlep (Hrsg.): Aktuelle Fragen zum Föderalismus. Marburg 1996, S. 187–204.
- mit Walter Müller: Neue Geschäftsmodelle für das kommunale Debt Management. In: T. Bieger (u. a.) (Hrsg.): Zukünftige Geschäftsmodelle. Konzept und Anwendung in der Netzökonomie (= Roland Berger Strategy Consultants Academic Network, Band 1). Springer 2002, S. 212–245.
- Steuerhinterziehung und Geldwäsche als korrespondierende Delikte. In: M. Ahlheim, H.-D. Wenzel, W. Wiegard(Hrsg.): Steuerpolitik – Von der Theorie zur Praxis. Festschrift für Manfred Rose. Berlin u. a. 2003, S. 101–124.